# عقلانية (علاقات دولية)
غالبًا ما يُنظر إلى العقلانية في السياسة على أنها نقطة الوسط بين وجهتي نظر سياسيتين رئيسيتين، الواقعية والأممية. تميل العقلانية إلى اتباع حل وسط في معظم القضايا، وتجد حلًا وسطًا أيضًا بين وجهتي النظر المتضاربتين السابقتين، وذلك في الوقت الذي تترنح فيه حلول الواقعية والأممية على الجانبين.

## تعريف
يعتقد اتباع العقلانية أن المنظمات متعددة الجنسيات والأطراف لها مكانها في النظام العالمي، ولكن وجودها غير ممكن في حكومة عالمية، ويشيرون إلى منظمات دولية حالية، مثل الأمم المتحدة بشكل خاص، ويقولون إن هذه المنظمات تترك الكثير من الأشياء المرغوب بها، ويكون ضررها في بعض الحالات أكبر من فائدتها. يعتقدون أيضًا أنه يمكن تحقيق ذلك من خلال قانون دولي أكبر يتخذ الإجراءات، وأنه يمكن تجنب استخدام القوة في حل النزاعات.
يميل العقلانيون إلى اعتبار حكمي القانون والنظام مهمين بشكل متساوِ للدول لأنهما يساعدان على الحد من النزاعات. يساعد هذا بدوره الدول على أن تصبح أكثر استعدادًا للتفاوض بشأن المعاهدات والاتفاقيات التي تناسب أكبر قدر من مصالحها. يرون أيضًا أنه من الخطأ أن تعزز الأمة مصالحها الوطنية الخاصة، الأمر الذي يذكر بالأممية، وأن هناك بالفعل مستوى عال من النظام في النظام الدولي بدون حكومة عالمية.

## آراء حول السيادة
يعتقد العقلانيون أن للدول الحق في السيادة، وخاصة على الأراضي، ولكن يمكن انتهاك هذه السيادة في ظروف استثنائية مثل انتهاكات حقوق الإنسان.
يجد العقلانيون، في حالات مثل بورما بعد أن ضربها إعصار نرجس، أنه من المقبول انتهاك الدول الأخرى لسيادة تلك الدولة من أجل مساعدة شعبها. هذا هو المكان الذي ستأتي فيه منظمة مثل الأمم المتحدة، وتقرر ما إذا كان الوضع استثنائيًا بما يكفي لتبرير انتهاك سيادة تلك الدولة.

## المقارنة بمنظورات سياسية أخرى

### الواقعية
يعتقد الواقعيون أن الدول تتصرف بشكل مستقل عن بعضها البعض وأن سيادة الدول مقدسة بالفعل. يتفق العقلانيون معهم إلى حد ما. تتضمن العقلانية السيادة كعامل حيوي، ولكن ليس كشيئ محصن و«مقدس».
عقد الواقعيون أيضًا صلح وستفاليا والنظام الدولي الذي نشأ عنها كنظام دولي سائد حتى يومنا هذا. يعترف العقلانيون بأن المعاهدة لعبت دورًا مهمًا في تشكيل العلاقات الدولية والنظام العالمي وأن جوانب معينة، مثل السيادة، ما تزال موجودة وتلعب دورًا حيويًا، ولكن ليس على أنها نجت بكاملها. يعتقدون أيضًا أنه من خلال وجود منظمات دولية، مثل الاتحاد الأوروبي والأمم المتحدة، فسيكون النظام الدولي أقل فوضى مما يدعيه الواقعيون.

### الأممية
يؤمن الأمميون بنظام عالمي يمكن لحكومة عالمية فعالة فيه أن تحكم العالم، وأن السيادة هي مفهوم قديم وعائق أمام خلق السلام، والحاجة إلى إنسانية مشتركة وإلى حلول تعاونية. يلتزم العقلانيون بهذه المعتقدات إلى حد ما. يرى العقلانيون مثلًا، فيما يتعلق بالحاجة إلى إنسانية مشتركة وحلول تعاونية، أن هذا يتحقق دون الحاجة إلى إلغاء السيادة والمفهوم الويستفالي للدولة القومية.

## العقلانية التطبيقية

### إصلاح الأمم المتحدة
يُعتقد أن مقترحات إصلاح الأمم المتحدة أتت من أفكار ووجهات نظر عقلانية. جاء هذا الاعتقاد لأن معظم أعضاء الأمم المتحدة يوافقون على أن الأمم المتحدة تتطلب الإصلاح، وذلك في سبيل توسيع مجلس الأمن أو إلغائه، ومنحه مزيدًا من السلطات لانتهاك السيادة إذا لزم الأمر.